# Brian Baumgartner
Brian Baumgartner (Atlanta, 29 de novembro de 1972) é um ator americano, mais conhecido por interpretar o personagem Kevin Malone na série da NBC The Office.

## Filmografia
| Ano  | Título                         | Papel                   | Observações                 |
| ---- | ------------------------------ | ----------------------- | --------------------------- |
| 2001 | Herman U.S.A.                  | Roger                   |                             |
| 2003 | The Lyon's Den                 | ?                       | Episódio "The Fifth"        |
| 2003 | CSI: Crime Scene Investigation | Dog Man (não-creditado) | Episódio "Fur and Loathing" |
| 2004 | LAX                            | ?                       |                             |
| 2005 | Arrested Development           | Gun Shop Owner          |                             |
| 2005 | Everwood                       | ?                       |                             |
| 2005 | The Office                     | Kevin Malone            | 2005-2013                   |
| 2005 | Jake in Progress               | ?                       |                             |
| 2006 | Moosecock                      | Paul Wood               |                             |
| 2007 | License to Wed                 | Jim                     |                             |
| 2008 | Four Christmases               | Eric                    |                             |
| 2008 | Celebrity Family Feud          | Ele mesmo               |                             |
| 2009 | Into Temptation                | Fr. Ralph O'Brien       |                             |
| 2010 | House of Good and Evil         | Bob Bradley             |                             |
| 2010 | Dirty Girl                     | Concierge               |                             |
| 2013 | Mike & Molly                   | James                   | Episódio: "Molly Unleashed" |